# Volks-Rock‘n’Roller
Volks-Rock‘n’Roller ist das dritte Studioalbum des österreichischen Sängers Andreas Gabalier. Es erschien am 14. Oktober 2011 beim Plattenlabel Koch Universal.

## Entstehung und Veröffentlichung
Die Titel des Albums wurden neben Gabalier selbst von Mathias Roska produziert und geschrieben. Im Juli 2011 erschien die Lead-Single Sweet Little Rehlein.
Für mediale Aufmerksamkeit sorgte das Frontcover des Albums, das Gabalier in einer Hakenkreuz-Pose zeigt.

## Titelliste
| #  | Titel                     | Autor(en)                                      | Produzent(en) | Dauer |
| -- | ------------------------- | ---------------------------------------------- | ------------- | ----- |
| 01 | Sweet Little Rehlein      | Mathias Roska, Andreas Gabalier                | Mathias Roska | 3:26  |
| 02 | Bis du einschlafen kannst | Andreas Gabalier                               | Mathias Roska | 4:33  |
| 03 | 12ender Hirsch            | Andreas Gabalier                               | Mathias Roska | 3:53  |
| 04 | Sie                       | Andreas Gabalier                               | Mathias Roska | 4:00  |
| 05 | Vergiss die Heimat nie    | Andreas Gabalier                               | Mathias Roska | 4:40  |
| 06 | Der Frühwirth             | Mathias Roska, Achim Radloff, Andreas Gabalier | Mathias Roska | 3:39  |
| 07 | Volks-Rock‘n’Roller       | Mathias Roska, Andreas Gabalier                | Mathias Roska | 3:45  |
| 08 | Daham bin i nur bei dir   | Andreas Gabalier                               | Mathias Roska | 4:41  |
| 09 | Was für ein Tag           | Andreas Gabalier                               | Mathias Roska | 4:26  |
| 10 | Meine Stewardess          | Andreas Gabalier                               | Mathias Roska | 3:58  |
| 11 | Heimatsöhne               | Andreas Gabalier                               | Mathias Roska | 4:38  |
| 12 | Kleiner Schmetterling     | Andreas Gabalier                               | Mathias Roska | 4:28  |

## Rezeption

### Chartplatzierungen
Mit 82 Chartwochen ist es das Album, das am zweitlängsten in den Top 10 der österreichischen Albumcharts war.
| ChartsChartplatzierungen | Höchstplatzierung | Wochen |
| ------------------------ | ----------------- | ------ |
| Deutschland (GfK)        | 19 (23 Wo.)       | 23     |
| Österreich (Ö3)          | 1 (100 Wo.)       | 100    |
| Schweiz (IFPI)           | 35 (39 Wo.)       | 39     |

| ChartsJahrescharts (2011) | Platzierung |
| ------------------------- | ----------- |
| Österreich (Ö3)           | 3           |

| ChartsJahrescharts (2012) | Platzierung |
| ------------------------- | ----------- |
| Österreich (Ö3)           | 4           |

### Auszeichnungen für Musikverkäufe
| Land/Region        | Auszeichnungen für Musikverkäufe (Land/Region, Auszeichnung, Verkäufe) | Verkäufe |
| ------------------ | ---------------------------------------------------------------------- | -------- |
| Deutschland (BVMI) | Platin                                                                 | 200.000  |
| Österreich (IFPI)  | 8× Platin                                                              | 160.000  |
| Schweiz (IFPI)     | Platin                                                                 | 30.000   |
| Insgesamt          | 10× Platin ·                                                           | 390.000  |